# 岸野雄一
岸野雄一（きしの ゆういち、1963年1月11日 - ）は日本の勉強家、著述家、音楽家、俳優。東京都墨田区押上出身。血液型A型。
俳優としては、岩野雄一、岸野萌圓（きしのほうえん）名義を使用したこともある。また、テクノポップ批評家として寿博士名義を使用した。
戦前の日活、戦後の東映で名悪役として活躍した俳優・仁礼功太郎は大叔父にあたる。郷土史家・横山十四男は叔父にあたる。サルトル研究で知られる青山学院大学名誉教授の石崎晴己も叔父にあたる。

## 来歴
実家がパン屋兼喫茶店だったため、1960年代のポップスを子守唄のようにして育つ。幼稚園に入る前から既にお気に入りのレコードがあり、また小学生時代は家で「音楽を聴く」「映画を観る」ために早足で帰宅するほどだった。中学2年で『草迷宮』（寺山修司）のオーディションに応募するなど早熟な映画少年だった。
中学3年で8ミリビデオを手に入れ、映像を撮りはじめる。1981年、高校卒業後に監督を務めた自主制作映画『おまけのいちにち』が「ぴあフィルムフェスティバル1982」に入選。それを機に当時在籍していた映画学校を辞め、立教大学の映画研究会や上映会にニセ学生（モグリ）として通い始める。そこで出会った立教映研のOBである黒沢清の初商業作『神田川淫乱戦争』に出演。
同じ頃、17歳頃に知り合った中嶋勇二（姉が岸野の映画に出演）と一緒にライブハウス巡りをするうち、加藤賢崇と知り合う。中嶋と加藤が組んだバンド、東京タワーズの練習を見学・口出しをしているうちに自身も加入。これをきっかけにコルグのシンセサイザー「Polysix」を購入。このシンセの月賦保証人となった川勝正幸は最後の三ヶ月分の支払いを肩代わりした（その後返済）。東京タワーズはオリジナル曲よりも、歌謡曲、TVアニメや特撮の主題歌などを独自解釈したカバー演奏が主で、1982年7月から1984年11月にかけて、ナイロン100%、新宿ACB、目黒鹿鳴館、その他でライブを行っている。
1982年12月29日に目黒鹿鳴館で行われた、ハルメンズの解散コンサートに前座で出演した際、それを見た当時高校1年生の常盤響がショックを受け、東京タワーズのファンクラブ「京浜兄弟社」を設立。併せて会報「京浜通信」を発行するが、それを見た東京タワーズのメンバーが会報に関わり始め、ファンクラブを乗っ取ってしまう。最終的に「京浜兄弟社」は東京タワーズ周辺の関係者を表す名称として使われるようになった。
1984年11月4日に武蔵野美術大学で行なわれたライブ「アポロをさがせ!」で当初のコンセプトを達成したため、東京タワーズは一時解散。メンバーがそれぞれ新たにバンドを結成し活動を始める。岸野は常盤響、Mint-Lee（岡村みどり）、松前公高らと共に「コンスタンス・タワーズ」（のちSpace Ponch）を結成。マンボやラテン、映画音楽などをシンセサイザーでInstrumentalカバーするグループで、約10年後に再評価されるラウンジ・ミュージックのコンセプトを結果的に先取りした存在だった。
1985年にダイエーの映像と音楽に関するアンテナ・ショップ「CSV渋谷」がオープンすると、常盤、エキスポの山口優らと勤務。1993年には、高円寺に中古レコードショップ「マニュアル・オブ・エラーズ」を開店。「モンド・ミュージック」等を主に扱うカルト・ショップとなり、DJイベント等も盛んに実施する。また、ガジェット4（鈴木惣一朗、小林深雪、茂木隆行、小柳帝）が企画編集した書籍『モンド・ミュージック』シリーズ（リブロポート、後、アスペクトより刊行）にも執筆した。
黒沢清監督作品など映画に俳優として出演、映画音楽も担当する一方で、映画、音楽等についての幅広い評論活動も行う。1980年代後半から1990年代前半は「寿博士」名義でテクノ・ポップ批評を執筆。
のちゲイリー芦屋、ALi(anttkc)との音楽ユニット「ヒゲの未亡人」で活動。現在は、バンド「WATTS TOWERS」で活動しつつ、東京芸術大学大学院、映画美学校、美学校で広く音楽に関わる講義を行っている。
2015年6月にパリ・ゲーテリリックにて初演を行った、プロデュース・脚本・主演を務めた音楽劇「正しい数の数え方」は、第19回文化庁メディア芸術祭 エンターテインメント部門の大賞を受賞した。

## ディスコグラフィ

### コンスタンスタワーズ
- V.A.『TAITO GAME MUSIC VOL.2 ダライアス』（1987年6月25日／アルファレコード, G.M.O.レコード／CD:28XA-166, LP:ALR-22912, Cassette:ALC-22912）
  - Inorganic Beat（アレンジ）
  - The Sea（アレンジ）
- V.A.『ハレはれナイト』（1989年11月12日／ソリッド／SCCD-5005）
  - クマゴロウ二号
- V.A.『WELCOME TO CHAOS, DRIVE TO HEAVEN』（1989年12月16日／WAVE／EVA-2010）
  - Great Budaha Air Mail
- V.A.『誓い空しく』（1991／京浜兄弟社／KBS#501, LMCD-1224）
  - それはカナヅチで直せ
- V.A.『SNACK O TRACKS』（1993／京浜兄弟社）※1995年にManual Of Errorsから再発（MOE-002）
  - それはカナヅチで直せ -OZASIKI MIX-

### SPACE PONCH
- 『THE WORLD SHOPPING WITH SPACE PONCH』（1999年11月21日／Flavour of Sound）
- V.A.『TRANSONIC (970-1450km/h)』（1994年／TRANSONIC RECORDS／TRS-25001）
  - VIOLENCE TENGU
- V.A.『TRANSONIC 3(range)』（1994年／TRANSONIC RECORDS／TRS-25003）
  - SPACE COLONY
- V.A.『Transonic 9』（1999年12月22日／トイズファクトリー／TFCC-87627）
  - SPACE COLONY 1999
- V.A.『Sounds of Transonic 1999-2000 -Flavour Years-』（2000年11月22日／TRANSONIC RECORDS／FVCC-80122）
  - Barefoot In Baltimore

### その他
- ドカベン香川『ドカベン香川サンプラー』（1987年12月25日／京浜兄弟社）※1995年にManual Of Errorsから再発
- V.A.『空しき誓い』（1993年／京浜兄弟社）※1995年にManual Of Errorsから再発（MOE-001）
  - 縁の下のクリスマス（宮崎貴士・岸野雄一）
- V.A.『SONIC PLATE PRESENTS CLONES OF SUICIDE』（1999年／Sonic Plate／SONIC-002）
  - J.M. is J.T.（GaMaKaZ）
- The Rest Of Life『Home Made Hell』（2000年8月11日／ミュージックマイン）
- 岸野雄一『A to 2』（2000年11月／OZ Disc／OZD-080）
- ヒゲの未亡人『ヒゲの未亡人の休日』（2002年5月／Out One Disc／DDCO-1001）
- The Rest Of Life『Live in Helsinki』（2003年1月／OZ Disc, エレクトリック・ホールアイ／EHE-36）

## 映画

### 監督（自主映画）
- おまけの一日

### 出演
- 神田川淫乱戦争 （岸野萌圓名義） 黒沢清監督
- ドレミファ娘の血は騒ぐ（岸野萌圓名義） 黒沢清監督
- 何もかも百回も言われたこと 犬童一心監督
- ボディドロップアスファルト 和田淳子監督
- 蕎麦あんびえんと スーパーデラックス 男女七人蕎麦物語 信藤三雄監督
- 男はソレを我慢できない 信藤三雄監督

### 音楽
- パンツの穴 キラキラ星みつけた!  鎮西尚一監督
- 地獄の警備員 黒沢清監督
- ヤクザタクシー 893 TAX 黒沢清監督
- 打鐘 男たちの激情 黒沢清監督
- どこまでもいこう 塩田明彦監督
- 1980 ケラリーノ・サンドロヴィッチ監督
- 「エロス番長」シリーズ 片目だけの恋 渡辺護監督

## テレビ

### テレビドラマ出演
- 戦慄の旋律 君塚匠監督
- よろこぴの渦巻 黒沢清監督

### その他出演
- スコラ 坂本龍一 音楽の学校 2013
- 岩井俊二のMOVIEラボ 2014